# Achillée musquée
Achillea moschata
Espèce
Classification phylogénétique
L'Achillée musquée (Achillea moschata) est une espèce de plantes herbacées de la famille des Astéracées.
Synonyme :
- Achillea erba-rotta subsp. moschata (Wulfen) Vacc., 1909

## Description

### Caractéristiques
- Organes reproducteurs :
  - Type d'inflorescence : corymbe de capitules
  - Répartition des sexes : hermaphrodite
  - Type de pollinisation : entomogame
  - Période de floraison : juillet à août
- Graine :
  - Type de fruit: akène
  - Mode de dissémination: anémochore
- Habitat et répartition :
  - Habitat type : parois européennes, basophiles, sciaphiles, médioeuropéennes
  - Aire de répartition : orophyte alpien

Données d'après: Julve, Ph., 1998 ff. - Baseflor. Index botanique, écologique et chorologique de la flore de France. Version : 23 avril 2004. 